# Atheta astuta
Atheta astuta är en skalbaggsart som beskrevs av Thomas Casey 1910. Atheta astuta ingår i släktet Atheta och familjen kortvingar. Inga underarter finns listade i Catalogue of Life.